# Mezzettia umbellata
Mezzettia umbellata Becc. – gatunek rośliny z rodziny flaszowcowatych (Annonaceae Juss.). Występuje naturalnie na wyspie Borneo – zarówno w malezyjskiej i indonezyjskiej części, jak i w Brunei. 

## Morfologia
PokrójZimozielone drzewo dorastające do 27 m wysokości.
LiścieMają eliptyczny kształt. Mierzą 10–12,5 cm długości oraz 4,5–6,5 cm szerokości. Są skórzaste. Nasada liścia jest ostrokątna. Blaszka liściowa jest o spiczastym wierzchołku. Ogonek liściowy jest nagi i dorasta do 5 mm długości.